# Australske Plade
Den Australske Plade, er den tektoniske plade som bl.a. omfatter Australien. Den Australske Plade fusionerede for 50-55 mio. år siden med den Indiske Plade og skabte den Indo-Australske Plade.